# Three Cheers for Sweet Revenge
Three Cheers For Sweet Revenge er det andet album fra rock-bandet My Chemical Romance.
Cd-en indeholder 13 tracks.
1. Helena
2. Give 'Em Hell, Kid
3. To The End
4. You Know What They Do To Guys Like Us In Prison
5. I'm Not Okay (I Promise)
6. The Ghost Of You
7. The Jetset Life Is Gonna Kill You
8. Interlude
9. Thank You For The Venom
10. Hang 'Em High
11. It's Not A Fashion Statement, It's A Deathwish
12. Cemetery Drive
13. I Never Told You What I Do For A Living
Singler
- I'm Not Okay (I Promise) Se video
- Ghost Of You Se video
- Helena Se video